# Syzygium filiflorum
Syzygium filiflorum är en myrtenväxtart som beskrevs av J.W.Dawson. Syzygium filiflorum ingår i släktet Syzygium och familjen myrtenväxter. Inga underarter finns listade i Catalogue of Life.